# Heilpedagogie
Heilpedagogie is een bijzondere vorm van antroposofische pedagogiek gericht op kinderen met een beperking. Deze vorm van pedagogiek is ontstaan in het Oostenrijkse Jena en is door Rudolf Steiner vormgegeven in de voordrachtenreeks Heilpädagogischer Kurs.

## Ontstaan
Tijdens een reis naar Jena in 1924 maakte Rudolf Steiner in het tehuis Lauenstein waar hij verbleef kennis met enkele kinderen met een beperking. Hij was getuige van hoe kinderen en medewerkers samenleefden en liet zien hoe je een heilpedagogische sfeer creëert. Terug in zijn thuisbasis in Dornach hield hij enkele dagen na zijn bezoek aan Lauenstein een aantal voordrachten over hoe de kinderen met wie hij kennis had gemaakt benaderd konden worden. Drie van de initiatiefnemers uit Jena waren hier ook bij. De cursus vond plaats tussen 25 juni en 7 juli 1924 en bestond uit 12 voordrachten die bekend werden als de Heilpedagogische cursus. 

## Toepassing
De heilpedagogie kent vooral toepassing in heilpedagogische instituten en in de Camphillbeweging. Hoewel in principe bedoeld voor kinderen met een beperking wordt de heilpedagogische methode ook toegepast bij de therapeutische behandeling van kinderen, jongeren en volwassenen die kampen met emotionele moeilijkheden, gedragsproblemen of ontwikkelingsstoornissen. 

## Varia
In de originele versie van Steiners publicatie Heilpädagogischer Kurs heeft Steiner het over 'minderwertige Kinder', wat decennialang in volgende drukken gewoon werd overgenomen. In Nederland is in 2015 een hernieuwde Nederlandse vertaling verschenen met als titel Genezend opvoeden  waarin men net zoals in de 1e druk (1983) 'minderwertige Kinder' heeft vertaald als 'kinderen met een ontwikkelingsstoornis'. In heilpedagogische instituten in Duitsland worden kinderen met een beperking  'Seelenpflegebedürftige Kinder' genoemd.
De achterzijde van de 1e druk in Nederlandse vertaling vermeldt: 'Rudolf Steiner toont aan, dat het ontwikkelingsgestoorde kind in wezen een volwaardig mens is, maar dat de wezenskern zich niet volledig in het lichaam kan manifesteren.'